# لورانس بويل
لورانس بويل (بالإنجليزية: Lawrence Buell)‏ هو ناقد أدبي وصحفي أمريكي، ولد في 1939.

## أعماله
- التفكير العاصي - الناشر: Oxford University Press[4]